# Hội đồng Bảo hiến Pháp
Hội đồng Bảo hiến Pháp (Conseil constitutionnel) là cơ quan giám sát hiến pháp của Pháp, được thành lập vào ngày 4 tháng 10 năm 1958. Hội đồng Bảo hiến có nhiệm vụ xem xét tính hợp hiến của luật, những văn bản nhất định và giám sát bầu cử, trưng cầu ý dân.

## Lịch sử

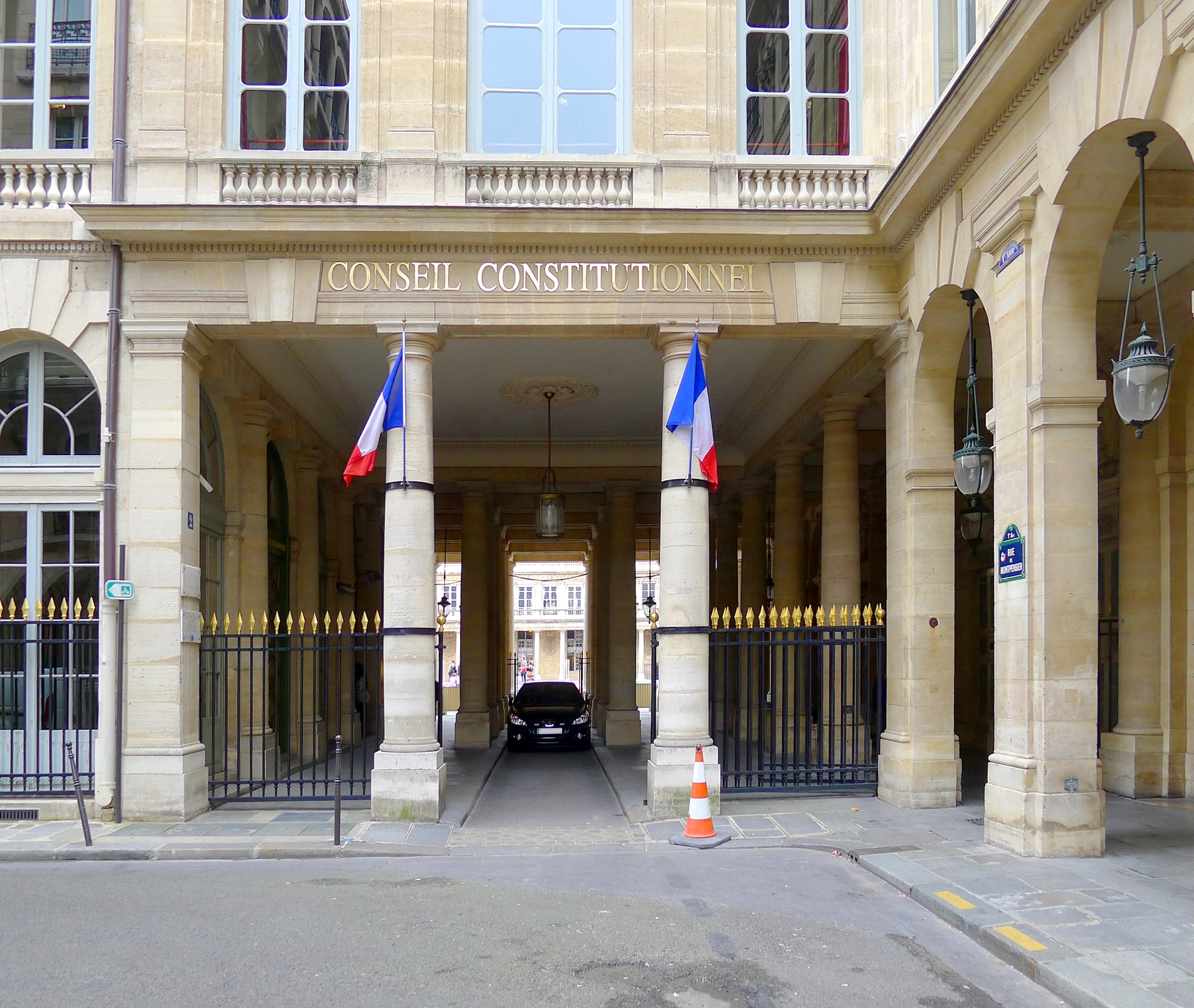
Trụ sở Hội đồng Bảo hiến.

Hội đồng Bảo hiến được thành lập vào ngày 4 tháng 10 năm 1958 dưới nền Đệ ngũ Cộng hòa. Charles de Gaulle muốn tránh tình trạng thẩm phán giải thích pháp luật ở Hoa Kỳ: ông cho rằng "nhân dân chính là tòa án tối cao". Michel Debré, cha đẻ của hiến pháp năm 1958 giải thích rằng Hội đồng Bảo hiến là cơ quan giúp ổn định chế độ đại nghị. Ban đầu Hội đồng Bảo hiến có rất ít quyền hạn nhưng dần dần được bổ sung quyền và đã xây dựng tập án lệ quan trọng. Hội đồng Bảo hiến họp lần đầu tiên vào ngày 13 tháng 3 năm 1959.
Hội đồng Bảo hiến là cơ quan không có tiền lệ trong lịch sử Pháp. Trước nền Đệ ngũ Cộng hòa, các chế độ cộng hòa của Pháp đều chủ trương nghị viện có quyền lực nhà nước cao nhất, không chấp nhận một cơ quan có thẩm quyền phủ quyết quyết định của nghị viện như những tòa án của Chế độ cũ trước Cách mạng Pháp. Hiến pháp năm 1958 dự liệu cho Hội đồng Bảo hiến kiểm soát phạm vi lập pháp của Quốc hội. Tuy nhiên, từ thập niên 1970 Hội đồng Bảo hiến trở thành cơ quan bảo vệ quyền con người, quyền công dân của Pháp. Năm 1971, Hội đồng Bảo hiến lần đầu tiên hủy bỏ luật của Quốc hội do vi phạm Tuyên ngôn quyền con người và quyền công dân.
Ban đầu Hội đồng Bảo hiến chỉ thụ lý yêu cầu giám sát hiến pháp của tổng thống, thủ tướng, chủ tịch Hạ viện và chủ tịch Thượng viện. Năm 1974, hiến pháp Pháp được bổ sung quy định cho phép 60 hạ nghị sĩ hoặc 60 thượng nghị sĩ yêu cầu Hội đồng Bảo hiến xem xét tính hợp hiến của luật. Năm 1992, hiến pháp được bổ sung quy định cho phép hạ nghị sĩ hoặc thượng nghị sĩ yêu cầu xem xét tính hợp hiến của điều ước quốc tế. Năm 1989, Tổng thống François Mitterrand đề xướng Hội đồng Bảo hiến thụ lý yêu cầu giám sát hiến pháp của nhân dân.
Tuy nhiên, dự thảo sửa đổi hiến pháp thành lập cơ chế hậu giám sát bị Thượng viện bác bỏ vào năm 1990. Phải đến năm 2008 cơ chế hậu giám sát mới được hiến định. Dự thảo sửa đổi hiến pháp năm 2008 có ba mục đích:
- hủy bỏ các văn bản vi hiến trong chế độ pháp luật
- cho phép nhân dân khiếu nại vi phạm quyền công dân
- bảo đảm hiệu lực cao nhất của hiến pháp Pháp

Sau khi hiến pháp Pháp được sửa đổi, bổ sung vào năm 2008, Hội đồng Bảo hiến có thẩm quyền xem xét tính hợp hiến của quy định pháp luật hiện hành.

## Thành phần

### Thành viên
Hội đồng Bảo hiến gồm chín thành viên. Ngoài ra, các nguyên tổng thống được tham gia Hội đồng Bảo hiến. Thành viên Hội đồng Bảo hiến được bổ nhiệm chỉ được giữ chức vụ một nhiệm kỳ.

#### Bổ nhiệm
Hội đồng Bảo hiến gồm chín thành viên, ba thành viên do tổng thống bổ nhiệm, ba do chủ tịch Hạ viện, ba do chủ tịch Thượng viện. Nhiệm kỳ của thành viên là chín năm. Cứ ba năm bổ nhiệm lại ba thành viên. Thành viên Hội đồng Bảo hiến tuyên thệ nhậm chức trước tổng thống, trừ các cựu tổng thống ra.

##### Tư cách thành viên của cựu tổng thống
Các cựu tổng thống đương nhiên được ngồi ghế thành viên Hội đồng Bảo hiến nhưng phần lớn hoặc không tham gia hoặc không có mặt thường xuyên.
Tháng 3 năm 2013, chính phủ Pháp trình dự thảo hiến pháp bãi bỏ đặc quyền tham gia Hội đồng Bảo hiến của cựu tổng thống lên Nghị viện nhưng không tranh thủ được đủ nghị sĩ để thông qua dự thảo. Cựu tổng thống François Hollande quyết định không tham gia Hội đồng Bảo hiến. Tổng thống Emmanuel Macron tuyên bố sẽ không dùng đặc quyền này. Năm 2019, chính phủ Pháp trình dự thảo sửa đổi hiến pháp bãi bỏ đặc quyền này lên Nghị viện nhưng lại thất bại.

#### Quyền phủ quyết của Nghị viện
Sau khi hiến pháp Pháp được sửa đổi, bổ sung vào năm 2008, Nghị viện có quyền phủ quyết bổ nhiệm thành viên Hội đồng Bảo hiến của tổng thống nếu tỷ lệ biểu quyết không tán thành của ủy ban Hạ viện và Thượng viện tổng cộng ít nhất ba phần năm.

#### Nhiệm kỳ
Không có yêu cầu về tuổi tác hoặc lý lịch đối với thành viên Hội đồng Bảo hiến nhưng gần như tất cả thành viên đều là nhà luật học. Thành viên Hội đồng Bảo hiến không được kiêm chức trong chính phủ, Nghị viện hoặc các cơ quan dân cử khác, cũng không được hành nghề tư nhân.
Nhiệm kỳ của thành viên Hội đồng Bảo hiến là chín năm. Thành viên Hội đồng Bảo hiến không được giữ chức quá hai lần. Hội đồng Bảo hiến quyết định cách chức thành viên trong trường hợp kiêm chức vụ khác, vi phạm về phẩm chất đạo đức hoặc mất năng lực làm việc. Các cựu tổng thống được giữ chức suốt đời. Lương hàng tháng của thành viên Hội đồng Bảo hiến là 16.200 euro.

##### Ngoại lệ
Trường hợp thành viên Hội đồng Bảo hiến được bổ khuyết mà nhiệm kỳ chưa vượt quá ba năm thì thành viên đó được  giữ chức thêm một nhiệm kỳ.

### Chủ tịch Hội đồng Bảo hiến

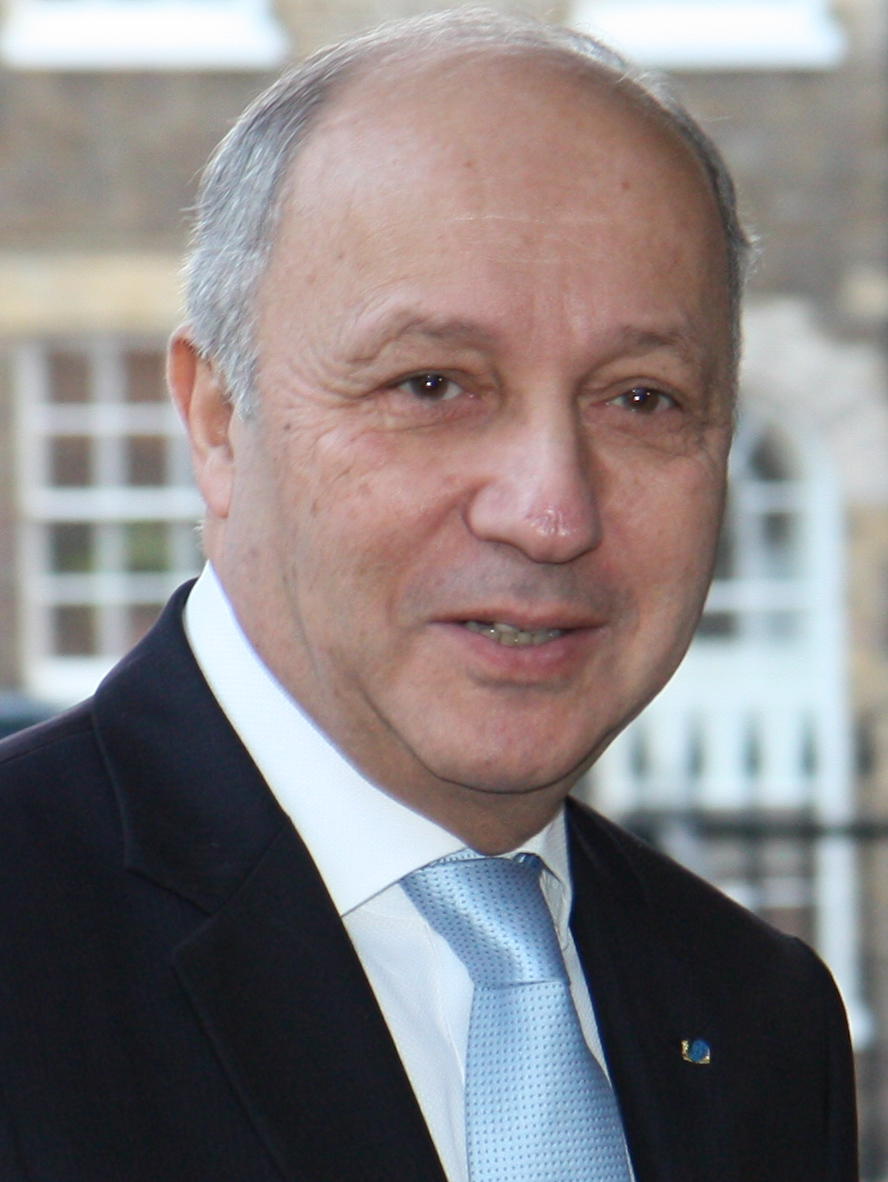
Laurent Fabius, chủ tịch Hội đồng Bảo hiến từ năm 2016.

Chủ tịch Hội đồng Bảo hiến triệu tập Hội đồng Bảo hiến, chủ trì phiên họp Hội đồng Bảo hiến và chỉ định báo cáo viên. Chủ tịch Hội đồng Bảo hiến do tổng thống chỉ định trong số thành viên. Trường hợp Hội đồng Bảo hiến biểu quyết ngang phiếu thì chủ tịch được biểu quyết.

## Thủ tục
Hội đồng Bảo hiến thụ lý đơn xin của các chủ thể có quyền yêu cầu Hội đồng Bảo hiến. Hội đồng Bảo hiến. Việc thảo luận phải có ít nhất bảy thành viên tham gia. Hội đồng Bảo hiến biểu quyết trong phiên họp toàn thể. Trường hợp biểu quyết ngang phiếu thì chủ tịch Hội đồng Bảo hiến được biểu quyết. 
Đối với các tranh chấp bầu cử thì Hội đồng Bảo hiến giao cho một trong ba ban gồm ba thành viên giải quyết. Thành phần mỗi ban phải có thành viên do tổng thống, chủ tịch Hạ viện và chủ tịch Thượng viện bổ nhiệm. Đối với yêu cầu giám sát hiến pháp thì Hội đồng Bảo hiến giao cho một báo cáo viên xem xét và trình Hội đồng Bảo hiến một dự thảo quyết định.
Hội đồng Bảo hiến họp và biểu quyết kín. Thành viên không được công bố ý kiến phản đối quyết định của Hội đồng Bảo hiến. Mỗi phiên họp của Hội đồng Bảo hiến được lập biên bản.

### Thụ lý
Hội đồng Bảo hiến thực hiện quyền giám sát hiến pháp đối với dự án luật được Nghị viện thông qua nhưng chưa được tổng thống công bố và điều ước được ký kết nhưng chưa được phê chuẩn. Hội đồng Bảo hiến thực hiện quyền giám sát hiến pháp bắt buộc đối với luật tổ chức và nội quy hai viện Nghị viện. Hội đồng Bảo hiến giám sát trưng cầu ý dân về các dự án luật do tổng thống quyết định.

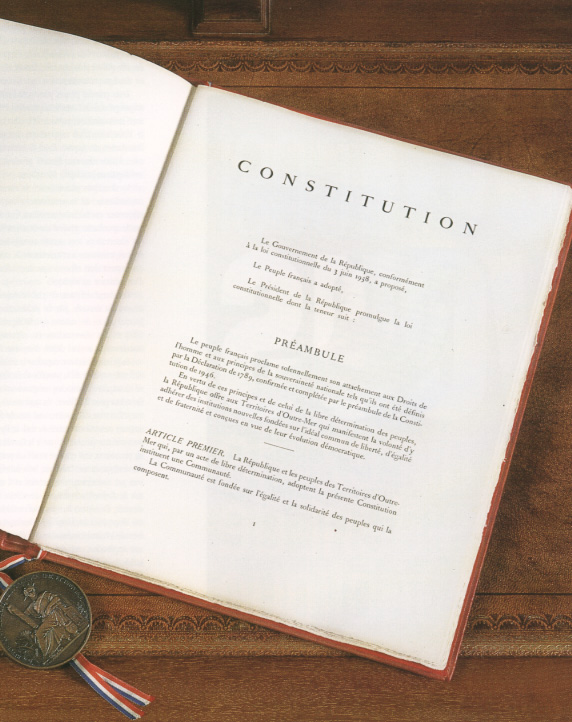
Hiến pháp Pháp

Hội đồng Bảo hiến thụ lý yêu cầu của tổng thống, thủ tướng, chủ tịch Hạ viện, chủ tịch Thượng viện và ít nhất 60 hạ nghị sĩ hoặc thượng nghị sĩ.
Sau khi hiến pháp Pháp được sửa đổi, bổ sung vào năm 2008, Hội đồng Bảo hiến thực hiện quyền giám sát hiến pháp đối với quy định pháp luật hiện hành nếu có đơn xin của đương sự tham gia tố tụng khiếu nại rằng quy định đó "vi phạm các quyền lợi được hiến pháp bảo đảm". Đơn xin được Tham chính viện hoặc Tòa phá án xem xét trước.

### Hiệu lực pháp luật
Thời hạn công bố luật không được áp dụng trong thời gian Hội đồng Bảo hiến xem xét luật được Nghị viện thông qua. Trường hợp Hội đồng Bảo hiến tuyên bố dự án luật vi hiến thì tổng thống có quyền yêu cầu Nghị viện xem xét lại dự án luật. Luật có thể được công bố nếu quy định vi hiến không ảnh hưởng đến các quy định khác của luật, còn không thì luật không được công bố.
Quyết định của Hội đồng Bảo hiến có hiệu lực ràng buộc các cơ quan hành chính và tư pháp. Không thể kháng cáo quyết định của Hội đồng Bảo hiến, trừ trường hợp tranh chấp bầu cử ra. Ngoài ra, nhận định của quyết định có hiệu lực hướng dẫn các cơ quan hành chính và tư pháp. Quyết định của Hội đồng Bảo hiến có hiệu lực đối với điều ước quốc tế.
Đối với tranh chấp bầu cử thì Hội đồng Bảo hiến thụ lý đơn kháng cáo quyết định trong trường hợp có sai sót như hủy bỏ phiếu, bất cập trong công tác tổ chức bầu cử, tước tư cách nghị sĩ hoặc tư cách người ứng cử nghị sĩ.

### Công bố
Quyết định của Hội đồng Bảo hiến được chuyển đến các bên và đăng trên công báo của Pháp cùng yêu cầu của Nghị viện và ý kiến của chính phủ.

### Những quyết định quan trọng
- Ngày 6 tháng 11 năm 1962: Hội đồng Bảo hiến tuyên bố không có thẩm quyền hủy bỏ kết quả trưng cầu ý dân về dự án luật bầu trực tiếp tổng thống.
- Ngày 16 tháng 7 năm 1971: Hội đồng Bảo hiến hủy bỏ luật của Nghị viện do vi phạm quyền tự do lập hội được thừa nhận trong lời nói đầu của hiến pháp, hiến định giá trị pháp lý của lời nói đầu và đánh dấu bước ngoặc trong sự tăng cường thẩm quyền.[20]
- Ngày 15 tháng 1 năm 1975: Hội đồng Bảo hiến xác định luật cho phép phá thai không vi hiến.[21]
- Ngày 2 tháng 9 năm 1992: Hội đồng Bảo hiến xác định Điều ước Liên minh châu Âu không vi hiến.[22]
- Ngày 22 tháng 1 năm 1999: Hội đồng Bảo hiến xác định không được truy cứu trách nhiệm hình sự đối với tổng thống đương chức. Trường hợp phạm tội phản quốc thì Nghị viện họp thành Tòa án cấp cao để xem xét cách chức.[23]
- Ngày 28 tháng 2 năm 2012: Hội đồng Bảo hiến hủy bỏ luật của Quốc hội do vi phạm quyền tự do ngôn luận.

## Quyền hạn
Thẩm quyền của Hội đồng Bảo hiến có hai loại:

### Thẩm quyền giám sát

##### Giám sát hiến pháp
Quyền giám sát hiến pháp của Hội đồng Bảo hiến có hai loại:
- Tiền giám sát: Hội đồng Bảo hiến thực hiện quyền giám sát hiến pháp đối với dự án luật, điều ước quốc tế và nội quy của hai viện Nghị viện. Có hai trường hợp:
  - Trường hợp tổng thống, thủ tướng, chủ tịch Hạ viện, chủ tịch Thượng viện, 60 hạ nghị sĩ hoặc 60 thượng nghị sĩ yêu cầu thì Hội đồng Bảo hiến thực hiện quyền giám sát hiến pháp đối với:
    - Dự án luật
    - Điều ước quốc tế
    - Luật của Nouvelle-Calédonie

  - Hội đồng Bảo hiến thực hiện quyền giám sát hiến pháp bắt buộc đối với:
    - Luật định chế
    - Nội quy của Hạ viện và Thượng viện
    - Dự án luật được phép trưng cầu ý dân
- Hậu giám sát: Hội đồng Bảo hiến thực hiện quyền giám sát hiến pháp đối với quy định pháp luật hiện hành trong trường hợp đương sự tham gia tố tụng có đơn xin được Tòa phá án hoặc Tham chính viện duyệt.

##### Trường hợp không có thẩm quyền
Hội đồng Bảo hiến không thực hiện thẩm quyền giám sát hiến pháp đối với:
- Dự án luật được trưng cầu ý dân, trừ các dự án luật được quy định ra;
- Luật sửa đổi, bổ sung hiến pháp;
- Luật đã được công bố, trừ trường hợp vi phạm các quyền con người, quyền công dân được hiến pháp bảo đảm.

#### Giám sát bầu cử, trưng cầu ý dân
Hội đồng Bảo hiến thực hiện quyền giám sát đối với:
- Bầu cử Hạ viện và Thượng viện;
- Bầu cử Hạ viện và Thượng viện;
- Bầu cử tổng thống;[24]
- Trưng cầu ý dân

Hội đồng Bảo hiến công bố kết quả bầu cử tổng thống và trưng cầu ý dân.

### Thẩm quyền tư vấn
Hội đồng Bảo hiến ra ý kiến tư vấn về việc thực hiện quyền khẩn cấp của tổng thống trong trường hợp khẩn cấp:
- Hội đồng Bảo hiến xem xét tổng thống đã hội đủ các điều kiện cần thiết để thực hiện quyền khẩn cấp chưa. Ý kiến của Hội đồng Bảo hiến không ràng buộc tổng thống nhưng tổng thống chỉ được thực hiện các biện pháp phù hợp với tình hình. Có hai điều kiện chính:
  - Có mối đe dọa nghiêm trọng và khẩn cấp đối với:
    - Chế độ chính trị;
    - Độc lập dân tộc, toàn vẹn lãnh thổ;
    - Sự thực hiện các điều ước quốc tế.

  - Mối đe dọa này gián đoạn sự thực hiện chủ quyền, quyền lực nhà nước của:
    - Nhân dân thông qua bầu cử, trưng cầu ý dân
    - Tổng thống
    - Chính phủ
    - Nghị viện
    - Cơ quan tư pháp
- Trường hợp tổng thống đã hội đủ các điều kiện cần thiết thì Hội đồng Bảo hiến thực hiện quyền giám sát không ràng buộc đối với các biện pháp của tổng thống. Có hai điều kiện:
  - Biện pháp của tổng thống phải phù hợp với tình hình;
  - Biện pháp của tổng thống phải có mục đích khôi phục sự thực hiện chủ quyền nhân dân, quyền lực nhà nước.

Ngoài ra, Chính phủ hỏi ý kiến Hội đồng Bảo hiến về các văn bản tổ chức bầu cử tổng thống và trưng cầu ý dân.

## Quản lý và ngân sách

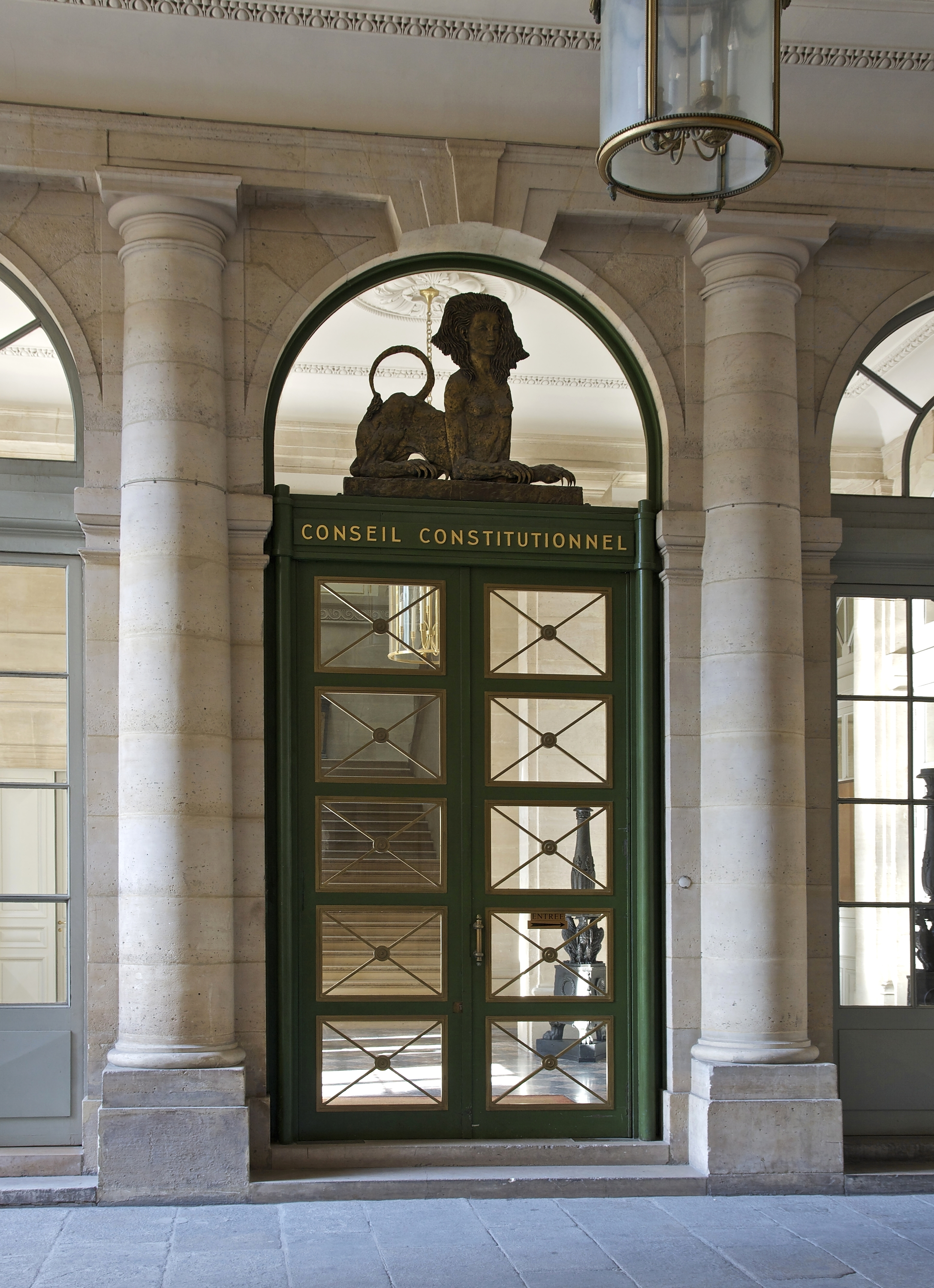
Cửa chính của Hội đồng Bảo hiến tại Cung điện Hoàng gia Paris

### Tổng Thư ký Hội đồng Bảo hiến wtf cái này sửa được à
Tổng Thư ký Hội đồng Bảo hiến do tổng thống bổ nhiệm theo đề nghị của chủ tịch Hội đồng Bảo hiến. Tất cả các tổng thư ký trừ một ra đều làm thành viên Tham chính viện.
Tổng Thư ký Hội đồng Bảo hiến lãnh đạo biên chế của Hội đồng Bảo hiến, có nhiệm vụ tổ chức công tác của Hội đồng Bảo hiến, chuẩn bị tài liệu cho báo cáo viên và lập biên bản của phiên họp Hội đồng Bảo hiến.
| Họ tên                           | Chức vụ                    | Nhiệm kỳ     |
| -------------------------------- | -------------------------- | ------------ |
| Jacques Boitreaud                | Thành viên Tham chính viện | 1959-1962    |
| Pierre Aupépin de Lamothe-Dreuzy | Thành viên Tham chính viện | 1962-1983    |
| Bernard Poullain                 | Thành viên Tòa phá án      | 1983-1986    |
| Bruno Genevois                   | Thành viên Tham chính viện | 1986 -1993   |
| Olivier Schrameck                | Thành viên Tham chính viện | 1993-1997    |
| Jean-Éric Schoettl               | Thành viên Tham chính viện | 1997-2007    |
| Marc Guillaume                   | Thành viên Tham chính viện | 2007-2015    |
| Laurent Vallée                   | Thành viên Tham chính viện | 2015-2017    |
| Jean Maïa                        | Thành viên Tham chính viện | Từ năm 2017. |

### Ngân sách
Ngân sách của Hội đồng Bảo hiến vào năm 2019 là 12.5 triệu euro.

## Trụ sở

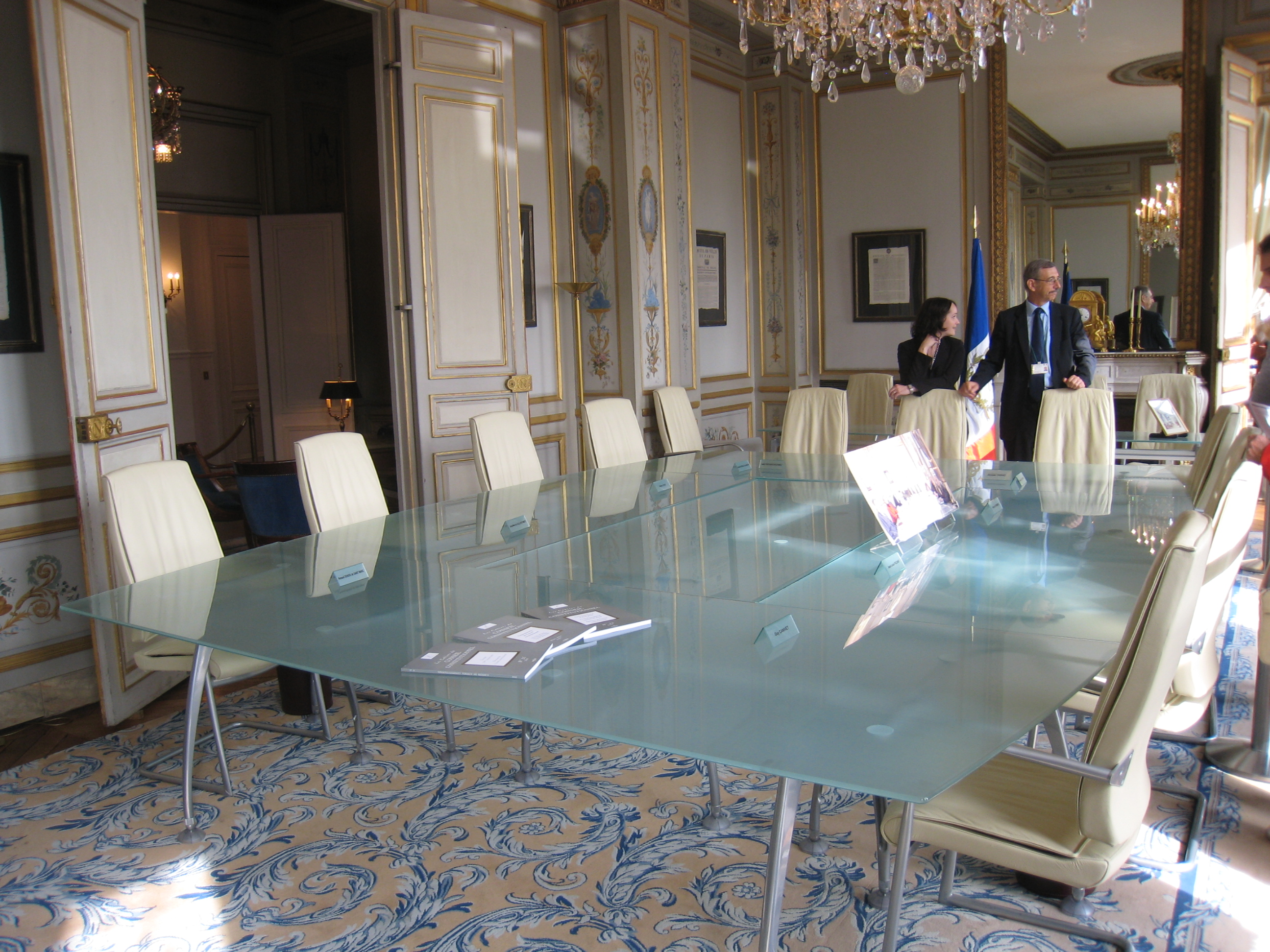
Phòng họp của Hội đồng Bảo hiến.

Trụ sở của Hội đồng Bảo hiến đặt ở Cung điện Hoàng gia tại Paris, gần Tham chính viện. Phòng họp của Hội đồng Bảo hiến nằm ở tầng một, từng là phòng làm việc của Marie-Clotilde de Savoie là vợ của Napoléon-Jérôme Bonaparte, em họ của Hoàng đế Napoléon III.
Năm 1972, một bức tượng nhân sư được lắp trên cửa chính của Hội đồng Bảo hiến. Cuối những năm 2000, trụ sở của Hội đồng Bảo hiến được sửa sang: một chiếc bàn kính được đặt trong phòng làm việc, các thành viên ngồi theo thứ tự quanh chủ tịch Hội đồng Bảo hiến và các cựu tổng thống. Tổng Thư ký Hội đồng Bảo hiến lập biên bản phiên họp rồi cất trong một chiếc két sắt trên tầng bốn. Văn phòng của chủ tịch Hội đồng Bảo hiến và các cựu tổng thống nằm ở tầng bốn.
Kể từ năm 2010, đương sự tham gia tố tụng và luật sư của mình được dự phiên họp của Hội đồng Bảo hiến về đơn xin giám sát hiến pháp của đương sự. Hội đồng Bảo hiến lắp hai chiếc máy quay trong phòng họp. Tuy nhiên, Hội đồng Bảo hiến vẫn thảo luận kín.

## Danh sách các thành viên Hội đồng Bảo hiến
| Họ tên                    | Tuổi    | Người bổ nhiệm    | Nhiệm kỳ bắt đầu         | Nhiệm kỳ kết thúc        |
| ------------------------- | ------- | ----------------- | ------------------------ | ------------------------ |
| Laurent Fabius (chủ tịch) | 76 tuổi | François Hollande | ngày 8 tháng 3 năm 2016  | ngày 7 tháng 3 năm 2025  |
| Alain Juppé               | 77 tuổi | Richard Ferrand   | ngày 11 tháng 3 năm 2019 | ngày 10 tháng 3 năm 2028 |
| Corinne Luquiens          | 70 tuổi | Claude Bartolone  | ngày 8 tháng 3 năm       | ngày 7 tháng 3 năm 2025  |
| Jacques Mézard            | 74 tuổi | Emmanuel Macron   | ngày 11 tháng 3 năm 2019 | ngày 10 tháng 3 năm 2028 |
| François Pillet           | 72 tuổi | Gérard Larcher    | ngày 11 tháng 3 năm 2019 | ngày 10 tháng 3 năm 2028 |
| Michel Pinault            | 75 tuổi | Gérard Larcher    | ngày 8 tháng 3 năm 2016  | ngày 7 tháng 3 năm 2025  |
| Jacqueline Gourault       | 71 tuổi | Emmanuel Macron   | ngày 14 tháng 3 năm 2022 | ngày 13 tháng 3 năm 2031 |
| Véronique Malbec          | 64 tuổi | Richard Ferrand   | ngày 14 tháng 3 năm 2022 | ngày 13 tháng 3 năm 2031 |
| François Seners           | 64 tuổi | Gérard Larcher    | ngày 14 tháng 3 năm 2022 | ngày 13 tháng 3 năm 2031 |

#### Tuyển tập án lệ của Hội đồng Bảo hiến
- Favoreu, Louis; Philip, Loïc (2011). Les grandes décisions du Conseil constitutionnel (bằng tiếng Pháp) (ấn bản thứ 16). Paris: Dalloz. ISBN 978-2-247-10657-8. {{Chú thích sách}}: Đã bỏ qua tham số không rõ |collection= (trợ giúp)
- Luchaire, François (1998). Le Conseil constitutionnel (bằng tiếng Pháp). Quyển 2. Paris: Economica. tr. 259. ISBN 2-7178-3534-2. {{Chú thích sách}}: Đã bỏ qua tham số không rõ |title volume= (trợ giúp)